# Daishi Kato
Daishi Kato (加藤 大志 Kato Daishi?, nacido el 26 de julio de 1983 en Saitama) es un exfutbolista japonés. Jugaba de centrocampista y su último club fue el Yokohama FC de Japón.

## Trayectoria

### Clubes
| Club            | País  | Año         |
| --------------- | ----- | ----------- |
| Shonan Bellmare | Japón | 2002 - 2004 |
| Kyoto Sanga FC  | Japón | 2005 - 2008 |
| Yokohama FC     | Japón | 2009        |

## Palmarés

### Títulos nacionales
| Título    | Club               | País  | Año  |
| --------- | ------------------ | ----- | ---- |
| J2 League | Kyoto Purple Sanga | Japón | 2005 |